# Münsteraner Kreis

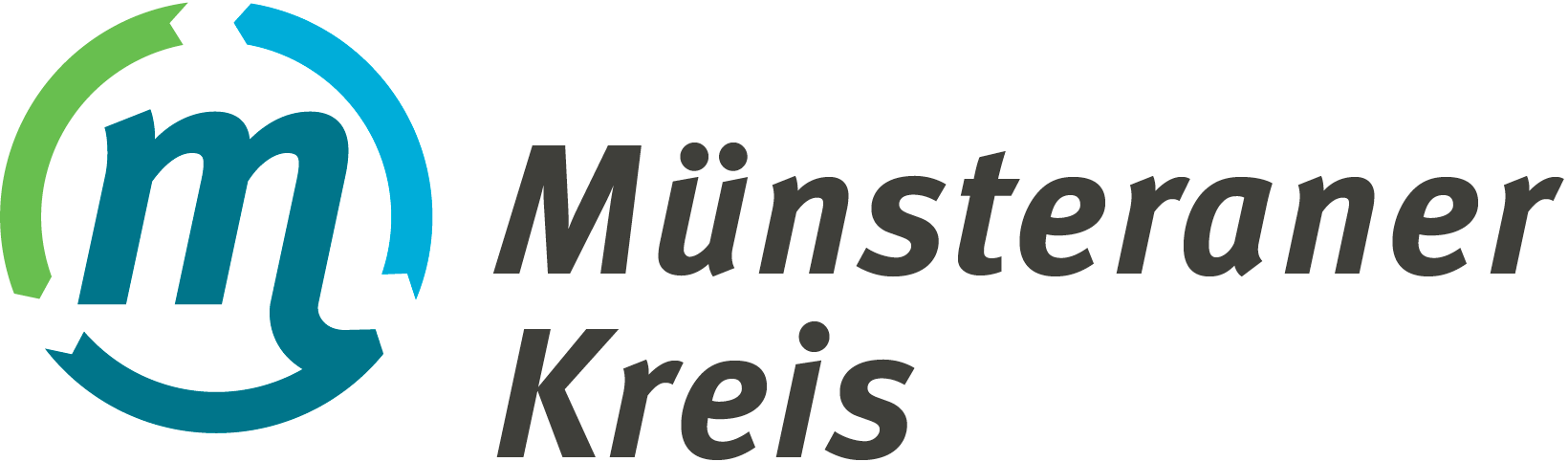
Logo des Münsteraner Kreises

Der Münsteraner Kreis war ein interdisziplinärer Zusammenschluss von Persönlichkeiten unterschiedlicher Fachrichtungen mit Expertise auf dem Gebiet komplementärer und alternativer Medizin (KAM). Er trat für eine konsequente Wissenschaftsbasierung innerhalb des öffentlichen Gesundheitswesens und der freien Heilberufe ein.

## Geschichte
Der Zusammenschluss zum Münsteraner Kreis fand im Juni 2016 auf Initiative der Medizinethikerin Bettina Schöne-Seifert von der Westfälischen Wilhelms-Universität Münster statt.
Er trat im Juli 2017 mit dem sogenannten Münsteraner Memorandum Heilpraktiker, einem Thesenpapier zur Problematik des Heilpraktikerstandes in Deutschland, erstmals öffentlich in Erscheinung.
Die Gründung des Münsteraner Kreises fand im Zusammenhang mit der Veröffentlichung des Memorandums weite Beachtung in den Medien. Nach insgesamt sieben Memoranden, die auch in Buchform veröffentlicht wurden, erklärte der Kreis im Oktober 2023 die Beendigung seiner Tätigkeit in bisheriger Form.

## Ziele
Die Initiatorin erklärte zur Zielsetzung, man „wolle ausloten, wie ein solidarisches Gesundheitswesen verantwortlich und fair mit dem Clash zwischen gefährlicher Pseudowissenschaft und Selbstbestimmung umgehen sollte. Um es deutlich zu sagen: Wir wollten den gegenwärtigen Irrsinn nicht länger hinnehmen.“ Der Münsteraner Kreis sah in der Existenz der akademischen Medizin einerseits und der Sphäre der komplementären und alternativen Medizin (KAM) andererseits unvereinbare Parallelwelten. Zu den hunderten von KAM-Verfahren gebe es zwar zahlreiche klinische Studien, deren Qualität sei allerdings häufig sehr gering. Überzeugende Belege für eine Wirksamkeit würden meist fehlen. Zudem widersprächen die tradierten Krankheitskonzepte und Interventionen der KAM oft fundamentalen naturwissenschaftlichen Erkenntnissen.
Neben medizinischen bezog der Kreis auch ethische, wissenschaftstheoretische, psychologische und juristische Aspekte in seine Überlegungen ein. Er leistete mit seiner Tätigkeit einen Beitrag zum öffentlichen Diskurs über die KAM und deren Rolle im Gesundheitswesen. Die Arbeit des Kreises wurde nicht von Dritten finanziell unterstützt.

## Aktivitäten
Die Aktivitäten des Münsteraner Kreises zielten darauf ab, im Rahmen des öffentlichen Diskurses und im Hinblick auf die Gesundheitspolitik Anstöße unter dem Aspekt der Qualitätssicherung und damit des Patientenschutzes zu geben.

### Münsteraner Memorandum Heilpraktiker
Als erstes Arbeitsergebnis des Münsteraner Kreises wurde das „Münsteraner Memorandum Heilpraktiker“ am 21. August 2017 als Volltext im Deutschen Ärzteblatt und auf der Webseite der Initiative veröffentlicht.
Die Anwendung von Methoden der komplementären und alternativen Medizin ohne wissenschaftlichen Nutzennachweis verortete das Memorandum in der Hauptsache im Bereich der Heilpraktiker. Dabei hielt der Münsteraner Kreis die geringen Zugangs- und die fehlenden Ausbildungsvoraussetzungen für eine „Ausübung der Heilkunde ohne Bestallung“ (die gesetzliche Bezeichnung der Heilpraktikertätigkeit) nicht für vertretbar. Fußend auf diesen Prämissen sah das Memorandum Schadenspotenziale für Patienten bei der Anwendung solcher Methoden sowohl durch Heilpraktiker als auch durch Ärzte. Vor diesem Hintergrund befasste sich das Memorandum mit der Frage, wie hierzu im Rahmen einer Abwägung von Patientenautonomie und Therapiefreiheit, aber auch unter dem Aspekt der Fairness innerhalb der solidarischen Krankenversicherung, ein Regulativ geschaffen werden könnte.
Als Lösungsansätze schlug das Memorandum alternativ die Abschaffung des bisherigen Heilpraktiker-Konstruktes oder aber die Schaffung eines „Fachheilpraktikers“ mit klar umrissenem Tätigkeitskreis und einer Ausbildung auf Fachhochschulniveau vor. Die Reaktionen in den Medien, in Fachpublikationen, aus der organisierten Ärzteschaft und auch aus dem Bereich der Heilpraktiker und ihrer Interessenvertretungen waren vielfältig.
Das Memorandum wurde auch im Kontext der Vorschläge des Bund-Länder-Entwurfs unter Federführung des Gesundheitsministeriums für eine Reform der Heilpraktikerprüfung diskutiert.
Das Deutsche Netzwerk Evidenzbasierte Medizin (DNEbM) griff die Inhalte des Memorandums auf und erklärte seine eindeutige Präferenz für die Abschaffung der staatlichen Erlaubnis, die Heilkunde als Heilpraktiker auszuüben. Es erkannte bei konsequenter Evidenzbasierung in allen Heilberufen keine ausreichende Grundlage für einen qualifizierenden Studiengang zum „Fachheilpraktiker“. Zudem bestünden Möglichkeiten der Heilkundeübertragung auf Pflegefachpersonen, wie aus Modellprojekten laut Pflege-Weiterentwicklungsgesetz von 2008 und aus der Heilkundeübertragungsrichtlinie des Gemeinsamen Bundesausschusses (nach § 63 Abs. 3c SGB V) hervorgeht.

### Münsteraner Memorandum Homöopathie
Im Februar 2018 ersuchte der Münsteraner Kreis den 121. Deutschen Ärztetag, die Zusatzbezeichnung „Homöopathie“, die bisher von den Ärztekammern für Fortbildungen im Bereich Homöopathie an Ärztinnen und Ärzte vergeben wurde, ersatzlos zu streichen.
Da die Homöopathie sich nicht auf pharmakologisch und physiologisch plausible Wirkstoffe berufe, sondern auf immaterielle, geistartige Wirkkräfte, müsse sie der Esoterik zugerechnet werden. Außerdem hätten hunderte klinische Studien und etliche Reviews für die Homöopathie zusammenfassend negative Beurteilungen nationaler und internationaler Gremien ergeben.
Der Münsteraner Kreis gab an, dass die Homöopathieziffer im Versorgungsalltag vielfach als Ersatz für eine mangelnde Abrechenbarkeit der ärztlichen Kommunikation genutzt werde, und warnte davor, die Probleme der wissenschaftlichen Medizin von einer unwissenschaftlichen Parallelwelt scheinbar zu „reparieren“. Diese müssten vielmehr innerhalb der wissenschaftlichen Medizin gelöst werden. Selbst die Verabreichung von Homöopathika als verdeckte Placebos sei abzulehnen, weil sie das Recht der Patienten auf ehrliche Aufklärung verletze und zugleich eine 'Parallelmedizin' adele und unterhalte.
Während die Abschaffung der Zusatzbezeichnung auf dem 121. Deutschen Ärztetag noch abgelehnt wurde, da die Homöopathie sonst in die Hände nichtärztlicher Berufsgruppen gelangen könnte, wurde sie auf dem 126. Deutschen Ärztetag 2022 beschlossen. Zwei Jahre später legte der 128. Deutsche Ärztetag fest, die Homöopathie stelle „in der Regel keine mit rationaler Medizin, dem Gebot der bestmöglichen Behandlung sowie einem angemessenen Verständnis medizinischer Verantwortung und ärztlicher Ethik vereinbare Option dar“. Inzwischen (Stand Februar 2025) haben auch 15 von 17 Landesärztekammern gegen die Homöopathie in ihren Landesweiterbildungsordnungen und damit gegen die „Zusatzbezeichnung Homöopathie“ votiert.

### Münsteraner Memorandum Wissenschaftsorientierte Medizin
Im März 2022 veröffentlichte der Kreis ein weiteres Memorandum, das sich als Plädoyer für eine eindeutige Wissenschaftsorientierung der Medizin bei gleichzeitigem „Primat der Patientendienlichkeit“ verstand. Es hob auch mit Blick auf die Corona-Pandemie hervor, dass „Vorläufigkeit und interne Strittigkeit vieler medizinischer Theorien und Praktiken keine Rechtfertigung für Pseudomedizin oder Wissenschaftsskepsis“ seien. Maßstab für gute Medizin sei „am Ende nur die für WOM (wissenschaftsorientierte Medizin) maßgebliche Kombination von Kausalverständnis und Wirksamkeitsbelegen“.
Neben der Forschungsbasierung wissenschaftsorientierter Medizin schrieb das Memorandum auch der praktizierenden Ärzteschaft eine aktive Rolle durch die „Nutzbarmachung geeigneter Wissensbestände aus allen relevanten Disziplinen“ zu. Hierunter verstand das Memorandum die Verpflichtung des Ärztestandes, „Behandlungsempfehlungen an aktuellen wissenschaftlichen Einsichten auszurichten und sich entsprechend lebenslang weiterzubilden“.
Wirkmechanismen, „die mit bewährten Erklärungsnetzen überhaupt nicht in Einklang zu bringen sind oder diesen fundamental widersprechen“, verortete das Memorandum als unvereinbar mit dem Anspruch einer wissenschaftsorientierten Medizin.
Das Memorandum betonte die Bedeutung relevanter sozialwissenschaftlicher, psychologischer und psychotherapeutischer Wissensbestände für eine wissenschaftsorientierte Medizin und trat damit Vorwürfen entgegen, eine wissenschaftsorientierte Medizin habe einen reduktionistischen Charakter. Zudem beleuchtete es die in der Pandemie gewandelte Rolle der wissenschaftlichen Politikberatung, auch vor dem Hintergrund des in der Pandemie erschütterten bislang „naiven Bildes wissenschaftlich homogener Ansichten“ in der Allgemeinheit.
Für die Sphäre der KAM (komplementäre und alternative Medizin) konstatierte das Memorandum in der Pandemie besonders deutlich gewordene wissenschaftsskeptische bis -feindliche Haltungen, die sich nunmehr z. B. in überhäufigem Auftreten von Impfskepsis und Neigung zu Verschwörungstheorien bei Anhängern dieser Richtungen manifestiert hätten.
Eine Relativierung der WOM könne auch mit Wissenslücken, Qualitäts- und Strukturmängeln im medizinischen Alltag nicht gerechtfertigt werden. Mit pseudomedizinischen Ansätzen sei sie ihrer Methodik wegen nicht vereinbar.
In der Frankfurter Allgemeinen Zeitung veröffentlichten Bettina Schöne-Seifert und Norbert Schmacke (beide Münsteraner Kreis) am 18. März 2022 einen Artikel unter dem Titel Warum Alternativmedizin nicht mit moderner Medizin vereinbar ist, in dem sie auch Intentionen und Ziele des Memorandums Wissenschaftsorientierte Medizin erläuterten.

### Münsteraner Memorandum „Integrative Medizin“
Im Oktober 2022 veröffentlichte der Münsteraner Kreis das von seinen Mitgliedern Edzard Ernst, Hans-Georg Hofer und Claudia Nowack verfasste Memorandum „Integrative Medizin“.
Darin wurde beschrieben, dass sich seit den 1990er Jahren die Bezeichnung „Integrative Medizin“ (IM) zunehmend als Oberbegriff für die Verbindung von Alternativmedizin und konventioneller Heilkunde durchgesetzt habe. Befürworter dieser Medizinrichtung würden behaupten, dass IM das „Beste aus beiden Welten“ vereine. Allerdings existiere keine allgemein anerkannte Definition. Das Memorandum verwies auf zahlreiche Widersprüche. Einerseits werde IM als ärztliche Medizin bezeichnet, andererseits aber betont, dass verschiedene Gesundheitsberufe einbezogen seien. Zudem werde immer wieder auf wissenschaftliche Evidenz verwiesen, obwohl IM auch nicht belegte Verfahren wie die Homöopathie umfasse. Wenn IM lediglich eine Ergänzung zur evidenzbasierten Medizin sei, so ließe dies darauf schließen, dass sie selbst nicht auf wissenschaftlichen Grundlagen basiere.
Viele der angeführten Prinzipien der IM seien ohnehin Bestandteil jeder guten medizinischen Praxis und könnten daher nicht als Alleinstellungsmerkmale von IM betrachtet werden. Somit werde IM häufig als Vorwand genutzt, um unbewiesene oder sogar widerlegte Behandlungsmethoden in die konventionelle Medizin zu integrieren. Sie führe eher zu Verwirrung und potenziellen Risiken für Patienten. Vor diesem Hintergrund forderte das Memorandum eine kritische Überprüfung der IM auf allen Ebenen.
Gegenüber der Medical Tribune wies die Co-Autorin des Memorandums Claudia Nowack auf eine weitere Gefahr der IM hin: „Wer mithilfe alternativmedizinischer Zusatzhonorare seine persönliche finanzielle Wohlfühlnische findet, sieht vielleicht auch gar keine Veranlassung mehr für ein kollegial-solidarisches Eintreten für eine angemessene Bezahlung guter Medizin.“ So forderte das Memorandum, Probleme und Defizite der wissenschaftsorientierten Medizin müssten innerhalb derselben gelöst, „nicht aber durch ineffektive Parallelstrukturen verschleiert werden.“

### Münsteraner Memorandum Anthroposophische Medizin
Im November 2022 meldete sich der Münsteraner Kreis mit einem von seinen Mitgliedern Oliver R. Scholz und Norbert Schmacke verfassten Memorandum zum Thema Anthroposophische Medizin (AM) zu Wort.
Darin wurde darauf hingewiesen, dass die Anthroposophische Medizin auf den Lehren Rudolf Steiners basiere und ein esoterisches Weltbild vertrete, welches wissenschaftlichen Prinzipien widerspreche.
Das Memorandum kritisierte, dass beispielsweise anthroposophische Arzneimittel oft nach rituellen oder astrologischen Prinzipien hergestellt würden. Auch das Konzept der „vier Wesensglieder“ des Menschen, das in der Anthroposophie eine zentrale Rolle spiele, sei nicht durch empirische Forschung gestützt.
Besonders problematisch sei, dass die Anthroposophische Medizin in Deutschland trotz fehlender wissenschaftlicher Grundlage offiziell als „besondere Therapierichtung“ anerkannt sei und von Krankenkassen erstattet werde. Dadurch werde sie gegenüber der evidenzbasierten Medizin sogar privilegiert, da sie ihre Wirksamkeit nicht nach wissenschaftlichen Kriterien nachweisen müsse.
Das Memorandum sah darin eine Gefahr für die Patientensicherheit, da Menschen möglicherweise auf unwirksame oder unzureichend geprüfte Behandlungen vertrauten. Es forderte daher, die Existenz der sogenannten „besonderen Therapierichtungen“ aufzuheben.

### Münsteraner Memorandum Evidenz-basierte Medizin
Die evidenz-basierte Medizin (EbM) nach Gordon Guyatt und David Sackett betrachtet randomisierte kontrollierte Studien (RCTs) und Metaanalysen als „Goldstandard“ der medizinischen Evaluation. Wissenschaftliche Erklärungen zu Krankheitsmechanismen spielen in dieser methodologisch eingeschränkten Perspektive eine untergeordnete Rolle.
Im Januar 2023 veröffentlichte der Münsteraner Kreis ein Memorandum von Bettina Schöne-Seifert und Norbert Schmacke, das vor den Risiken einer einseitigen Fokussierung auf RCTs warnt. Diese Strategie berge Manipulationsgefahren und ermutige Hersteller homöopathischer Präparate sowie Anbieter komplementärer und alternativer Medizin (KAM) durch fortwährende Forderungen nach neuen Studien Ressourcen zu verschwenden und falsche Erwartungen zu schüren.
Das weiterentwickelte Konzept EbM+ von Federica Russo und Jon Williamson fordere neben statistischen Korrelationen auch Evidenz für einen plausiblen Kausalmechanismus, selbst wenn dessen Details noch nicht vollständig erforscht seien. Bei hochgradig unplausiblen Methoden wie Homöopathie, Anthroposophie oder Traditioneller Chinesischer Medizin (TCM) fehle jedoch jegliche wissenschaftlich nachvollziehbare Erklärung, sodass weitere Forschung nicht gerechtfertigt sei.
Obwohl bislang keine einheitlichen Maßstäbe zur Bewertung der Gesamtevidenz im Sinne der EbM+ existieren, sei es essenziell, keine Studien mehr zu finanzieren, die sich mit Verfahren befassen, die in eklatantem Widerspruch zum etablierten wissenschaftlichen Wissen stehen. Medizinische Fakultäten, die solche Forschung unterstützen, handelten entgegen ihrem Auftrag, ihre Ressourcen in den tatsächlichen Erkenntnisgewinn und Fortschritt der Medizin zu investieren.

### Münsteraner Memorandum Homöopathie in der Apotheke
Im Februar 2023 veröffentlichte der Kreis das Memorandum Homöopathie in der Apotheke. Verfasst wurde es von den Mitgliedern Norbert Aust, Edzard Ernst, Oliver R. Scholz und der Biologin Sabine Breiholz sowie der Apothekerin Iris Hundertmark als Gastautorinnen.
Das Memorandum wies darauf hin, dass homöopathische Mittel offiziell den Status von Arzneimitteln erhalten können, ohne dafür einen wissenschaftlich belegten Wirksamkeitsnachweis erbringen zu müssen. Als Arzneimittel dürften sie ausschließlich in Apotheken verkauft werden, es entstehe sogar eine Verpflichtung, sie auf Nachfrage auch bereitzuhalten. 
Das Memorandum betonte, dass Apotheker und pharmazeutisch-technische Assistenten (PTAs) aufgrund ihres Fachwissens in der Lage seien, Homöopathika als unwirksam zu erkennen und dass sie bei Empfehlung solcher Produkte wider besseres Wissen handelten. Die Verbreitung von Homöopathika sei problematisch, da sie eine notwendige wirksame Therapie verzögern könne. Zudem könne eine verstärkte Hinwendung zur Homöopathie mit einem generellen Misstrauen gegenüber der wissenschaftlichen Medizin einhergehen. Dies zeige sich unter anderem darin, dass Homöopathie teilweise als Alternative zu einer vermeintlich gefährlichen „Pharma-Mafia“ dargestellt werde.
Der Münsteraner Kreis forderte Apotheker und PTAs auf, Homöopathika nicht mehr aktiv zu bewerben, keine eigenen homöopathischen Präparate herzustellen und Kunden sachlich darüber aufzuklären, dass Homöopathie über einen Placeboeffekt hinaus keine nachgewiesene Wirkung hat. Auch die Apothekerkammern und Weiterbildungseinrichtungen sollten entsprechende Lehrgänge zur Homöopathie nicht mehr anbieten – es sei denn, sie dienten dazu, die wissenschaftlich unhaltbaren Behauptungen der Homöopathie-Befürworter zu widerlegen.

## Mitglieder
Dem Münsteraner Kreis gehörten folgende Mitglieder an:
- Manfred Anlauf, Mitglied der Arzneimittelkommission der BÄK, Bremerhaven
- Norbert Aust, Informationsnetzwerk Homöopathie, Schopfheim
- Hans‐Werner Bertelsen, Praxis für Zahnmedizin, Bremen
- Juliane Boscheinen, Rechtsanwältin, Institut für Deutsches, Europäisches und Internationales Medizinrecht, Gesundheitsrecht und Bioethik, Universität Mannheim
- Edzard Ernst, University of Exeter
- Daniel R. Friedrich, Institut für Ethik, Geschichte und Theorie der Medizin, Universität Münster
- Hans-Georg Hofer, Institut für Ethik, Geschichte und Theorie der Medizin, Universität Münster
- Paul Hoyningen-Huene, Zentrale Einrichtung für Wissenschaftstheorie und Wissenschaftsethik, Universität Hannover
- Peter Hucklenbroich, Institut für Ethik, Geschichte und Theorie der Medizin, Universität Münster
- Eva-Maria Jung, Philosophisches Seminar, Universität Münster
- Marie I. Kaiser, Abteilung Philosophie, Universität Bielefeld
- Ulrich Krohs, Philosophisches Seminar und Zentrum für Wissenschaftstheorie, Universität Münster
- Holger Lyre, Bereich Philosophie, Universität Magdeburg
- Benedikt Matenaer, Facharzt für Anästhesie und Schmerztherapie, Palliativmedizin, Bocholt
- Claudia Nowack, Fachärztin für Allgemeinmedizin, Diplom-Psychologin, Münster
- Jan‐Ole Reichardt, Institut für Ethik, Geschichte und Theorie der Medizin, Universität Münster
- Norbert Schmacke, Versorgungsforschung, Institut für Public Health und Pflegeforschung, Universität Bremen
- Eugen Schmid, Gynäkologe, Zürich
- Bettina Schöne-Seifert, Lehrstuhl für Ethik der Medizin, Universität Münster
- Oliver R. Scholz, Philosophisches Seminar, Theoretische Philosophie, Universität Münster
- Markus Seidel, Zentrum für Wissenschaftstheorie, Universität Münster
- Jochen Taupitz, Institut für Deutsches, Europäisches und Internationales Medizinrecht, Gesundheitsrecht und Bioethik, Universität Mannheim
- Christian Weymayr, freier Wissenschafts‐ und Medizinjournalist, Herne